# Estación de Las Madrigueras
Las Madrigueras es un apartadero ferroviario situado en el municipio español de Linares, en la provincia de Jaén, comunidad autónoma Andalucía. No dispone de servicios de viajeros, aunque sus instalaciones pueden ser utilizadas para efectuar cruces entre trenes de viajeros y de mercancías.

## Situación ferroviaria
Las instalaciones se encuentran situadas en el punto kilométrico 322,0 de la línea férrea de ancho ibérico Alcázar de San Juan-Cádiz.

## Historia
La estación fue abierta al tráfico el 15 de septiembre de 1866 con la puesta en marcha del tramo Vilches-Córdoba de la línea de ferrocarril que pretendía unir Manzanares con Córdoba. La obtención de la concesión de dicha línea por parte de la compañía MZA fue de gran importancia para ella, dado que permitía su expansión hacia el sur tras haber logrado enlazar Madrid con los otros dos destinos que hacían honor a su nombre (Zaragoza y Alicante). En 1941, tras la nacionalización de los ferrocarriles de ancho ibérico, las instalaciones pasaron a formar parte de la recién creada RENFE.  
Desde enero de 2005 Renfe Operadora explota la línea mientras que Adif es la titular de las instalaciones ferroviarias.